# Xyleus insignis
Xyleus insignis är en insektsart som först beskrevs av Giglio-tos 1894.  Xyleus insignis ingår i släktet Xyleus och familjen Romaleidae. Inga underarter finns listade i Catalogue of Life.